# Lellingeria melanotrichia
Lellingeria melanotrichia är en stensöteväxtart som först beskrevs av Bak., och fick sitt nu gällande namn av Alan Reid Smith och R. C. Moran. Lellingeria melanotrichia ingår i släktet Lellingeria och familjen Polypodiaceae. Inga underarter finns listade.